# Vavamuffin
Vavamuffin – polski zespół grający muzykę reggae oraz raggamuffin z elementami dub i dancehall.

## Nazwa zespołu
Nazwa zespołu to połączenie dwóch słów: jamajskiego „raggamuffin”, oznaczającego styl śpiewania, nawijania, oraz „vava”, czyli stylizowanego skrótu od nazwy polskiej stolicy – Warszawy. Zdaniem członków zespołu nazwa ta mówi wszystko o zespole: skąd są i jaką muzykę grają.

## Kariera
Zespół powstał około lutego 2003 roku w Warszawie, jest związany z wytwórnią Karrot Kommando. Jej nakładem w kwietniu 2005 ukazała się debiutancka płyta Vabang! Vavamuffin intensywnie koncertuje w kraju i za granicą (w tym na chorwackim festiwalu Seasplash). Latem 2005 Vavamuffin wziął udział w sopockim festiwalu TOPtrendy. W lipcu 2006 roku grupa zagrała na Przystanku Woodstock w Kostrzynie nad Odrą. 20 października ukazała się druga płyta, zawierająca remiksy piosenek z Vabang! – Dubang! Natomiast 23 października 2007 roku w czasie koncertu w klubie Palladium, miała miejsce premiera trzeciego albumu (a drugiego studyjnego) – Inadibusu. 4 kwietnia 2008 roku Vavamuffin zagrali w warszawskiej Stodole koncert z okazji pięciolecia zespołu. Z tej samej okazji wydany został singel Radio Vavamuffin. W 2013 roku w klubie Żak z okazji dziesięciolecia istnienia zespołu miała miejsce premiera nowej płyty Solresol.
Zespół wspiera kampanię Stowarzyszenia Nigdy Więcej Muzyka Przeciwko Rasizmowi.

## Wyróżnienia i nagrody
W plebiscycie magazynu Free Colours zespół zajął pierwsze miejsce w kategorii Polski zespół lub wykonawca 2005 roku oraz trzecie w kategorii Największa polska muzyczna nadzieja. Debiutancka płyta Vabang! została nagrodzona jako Najlepsza płyta polska oraz Najlepszy polski debiut płytowy, a cztery piosenki z niej (Bless, Jah jest prezydentem, Sekta, Chwilunia) znalazły się w pierwszej siódemce kategorii Najlepsza polska piosenka (odpowiednio: 2., 3., 4. oraz 6. miejsce). Teledysk do piosenki Bless zajął 2. miejsce wśród Najlepszych teledysków.

## Dyskografia
| 2005                           | Vabang! - Data: 11 kwietnia 2005 - Wydawca: Karrot Kommando          | –  |
| 2006                           | Dubang! - Data: 9 listopada 2006 - Wydawca: Karrot Kommando          | –  |
| 2007                           | Inadibusu - Data: 19 listopada 2007 - Wydawca: Karrot Kommando       | 29 |
| 2007                           | Przystanek Woodstock - Data: 17 grudnia 2007 - Wydawca: Złoty Melon  | –  |
| 2010                           | Mo’ Better Rootz - Data: 13 sierpnia 2010 - Wydawca: Karrot Kommando | 7  |
| 2013                           | Solresol - Data: 6 kwietnia 2013 - Wydawca: Karrot Kommando          | 7  |
| 2016                           | V - Data: 18 listopada 2016 - Wydawca: Karrot Kommando               |    |
| 2025                           | Fly High-Fi! - Data: 7 marca 2025 - Wydawca: Karrot Kommando         |    |
| „—” pozycja nie była notowana. |                                                                      |    |

| Rok                            | Tytuł              | Pozycja na liście |
| Rok                            | Tytuł              | LP3               |
| ------------------------------ | ------------------ | ----------------- |
| 2006                           | „Sekta”            | –                 |
| 2007                           | „Hooligan Rootz”   | 49                |
| 2008                           | „Radio Vavamuffin” | –                 |
| 2024                           | „Dubbrat”          | –                 |
| „—” pozycja nie była notowana. |                    |                   |

| Rok  | Tytuł   | Pozycja na liście | Pozycja na liście |
| Rok  | Tytuł   | SLiP              |                   |
| ---- | ------- | ----------------- | ----------------- |
| 2005 | „Bless” | 45                |                   |

| Rok  | Tytuł                                                             | Utwór              |
| ---- | ----------------------------------------------------------------- | ------------------ |
| 2006 | Far Away From Jamaica - Data: luty 2006 - Wydawca: W Moich Oczach | - „Nigdy”          |
| 2014 | Tribute to Moskwa - Data: 2014 - Wydawca: HRPP Records            | - „Pokolenie małp” |

## Teledyski
| Rok  | Tytuł                  | Reżyseria/Realizacja   | Album            |
| ---- | ---------------------- | ---------------------- | ---------------- |
| 2005 | „Bless”                | —                      | Vabang!          |
| 2005 | „VavaTo”               | —                      | Vabang!          |
| 2007 | „Hooligan Rootz”       | —                      | Inadibusu        |
| 2010 | „Barbakan”             | Magic Production       | Mo’ Better Rootz |
| 2010 | „Koronowane głowy”     | —                      | Mo’ Better Rootz |
| 2013 | „Nie pękaj"            | Follow Me Production   | Solresol         |
| 2013 | „Gra Gitara"           | Film-A-Lot-Productions | Solresol         |
| 2013 | „Odrobina tej radości" | Łukasz Rusinek         | Solresol         |
| 2017 | „Mandala"              | Sky Piastowskie        | V                |
| 2018 | „Bambuko"              |                        | V                |
| 2024 | „Turlaj"               | Stanisław Prokopczuk   |                  |